# Zofia Walasek
Zofia Walasek z domu Walkiewicz (ur. 6 stycznia 1933 w Nowym Dworze w powiecie kościańskim, zm. 23 stycznia 2022 w Katowicach) – polska lekkoatletka, specjalistka biegów na średnich dystansach.

## Kariera
Wystąpiła na igrzyskach olimpijskich w 1960 w Rzymie, gdzie odpadła w eliminacjach biegu na 800 m. Dwukrotnie poprawiała rekord Polski na tym dystansie (2:08,5 26 czerwca 1960 w Tule i 2:08,3 3 lipca 1960 w Moskwie). Pięciokrotnie reprezentowała Polskę w meczach międzypaństwowych, odnosząc 1 zwycięstwo.
Była mistrzynią Polski na 800 m w 1961. Pięć razy był wicemistrzynią Polski: na 400 m w 1959, na 800 m w 1960 i w biegu przełajowym w 1958, 1960 i 1961.
Startowała w klubach Budowlani Chodzież (1847-1948), Warta Poznań (1949–1950), Ogniwo Chodzież (1951–1952), Kolejarz Poznań (1953–1955), Kolejarz Katowice (1955–1957) i Start Katowice (1957–1964).
Po zakończeniu kariery sportowej została trenerem lekkoatletycznym w Starcie Katowice. Jej wychowankami są m.in. olimpijki Jolanta Janota i Joanna Smolarek.

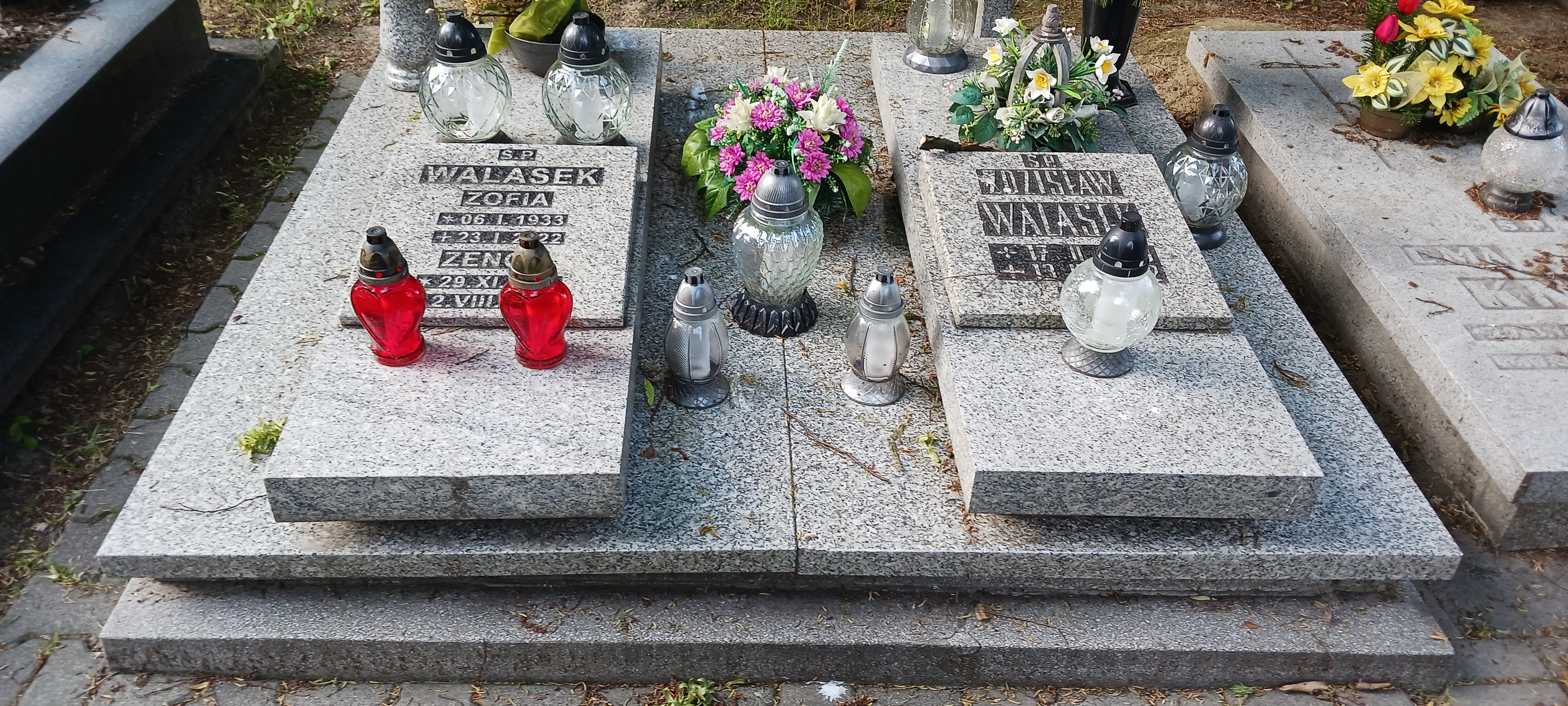
Grób Zofii Walasek na cm. katolickim przy ul. Francuskiej w Katowicach.

## Rekordy życiowe
- bieg na 400 m – 56,7 (1960)
- bieg na 800 m – 2:08,3 (1960)